# پویایی پروتئین

کینزین در حال راه رفتن روی ریزلوله است. این یک ماشین بیولوژیکی مولکولی است که از پویایی حوزه پروتئین در نانومقیاس استفاده می‌کند

به‌طور کلی تصور می‌شود که پروتئین‌ها ساختارهای منحصر به فرد تعیین شده توسط توالی اسیدهای آمینه دارند. با این حال، پروتئین‌ها اجسام کاملاً ساکن و بی تحرکی نیستند، بلکه مجموعه‌هایی از ترکیبات (گاه مشابه) را پر می‌کنند. انتقال بین این حالت‌ها در مقیاس‌های مختلف طولی (دهم Å تا nm) و مقیاس زمانی (ns تا s) رخ می‌دهد و با پدیده‌های مربوط به عملکرد مانند سیگنالینگ آلوستریک و تجزیه آنزیم مرتبط شده‌اند.
مطالعه پویایی پروتئین به‌طور مستقیم مربوط به انتقال بین این حالت‌ها است، اما همچنین می‌تواند شامل طبیعت و جمعیت‌های متعادل خود بخش‌ها نیز باشد که دو منظر سینتیک و ترمودینامیک قابل بررسی است.

## انعطاف‌پذیری محلی: اتمها و باقیمانده‌ها
بخشهایی از ساختارهای پروتئینی غالباً از حالت تعادل خارج می‌شوند. برخی از این گشت و گذارها هارمونیک هستند، مانند نوسانات تصادفی پیوندهای شیمیایی و زوایای پیوند. برخی دیگر آنارمونیک هستند، مانند زنجیرهای جانبی که بین حداقل انرژی گسسته مجزا یا صورت‌بندی می‌پرند.